# 남아프리카 공화국 대형 망원경

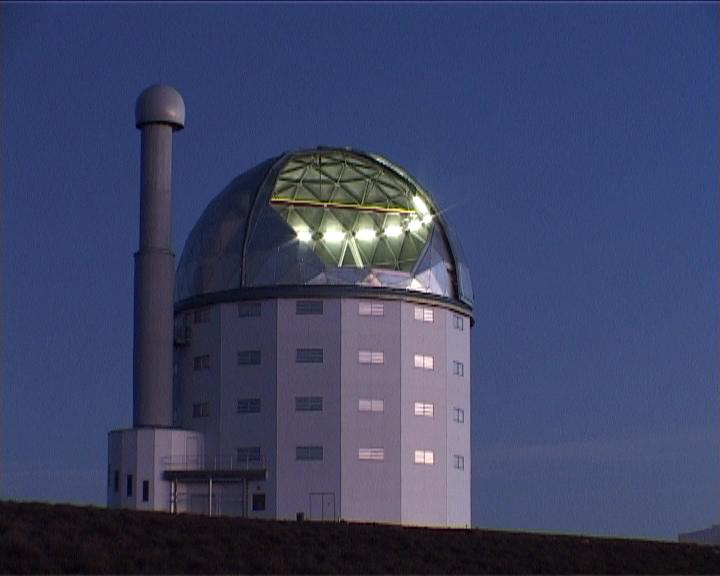
남아프리카 공화국 대형 망원경

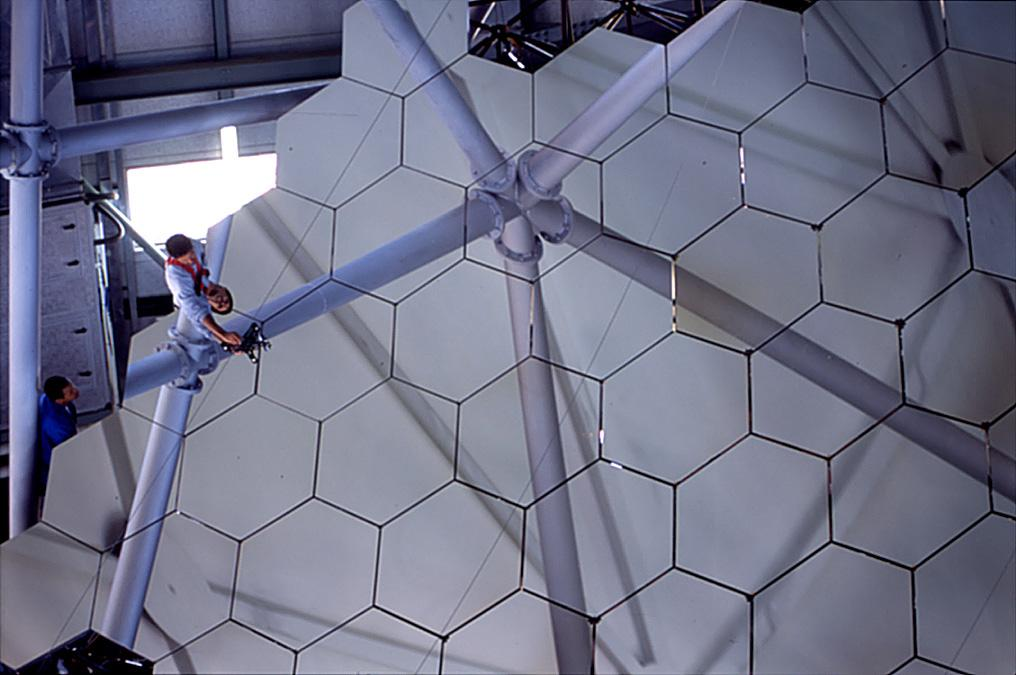
남아프리카 공화국 대형 망원경 주경

남아프리카 공화국 대형 망원경(Southern African Large Telescope, SALT)은 남아프리카 공화국 서덜랜드 근교에 설치되어 있는, 구경 10m의 가시 광선 적외선 망원경이다.

## 같이 보기
- 파라날 천문대
- 라 실라 천문대
- 유럽 초대형 망원경